# Понебель
Поне́бель — село в Городоцькій сільській громаді Рівненського району Рівненської області України. Населення становить 362 особи.

## Розташування і ландшафт

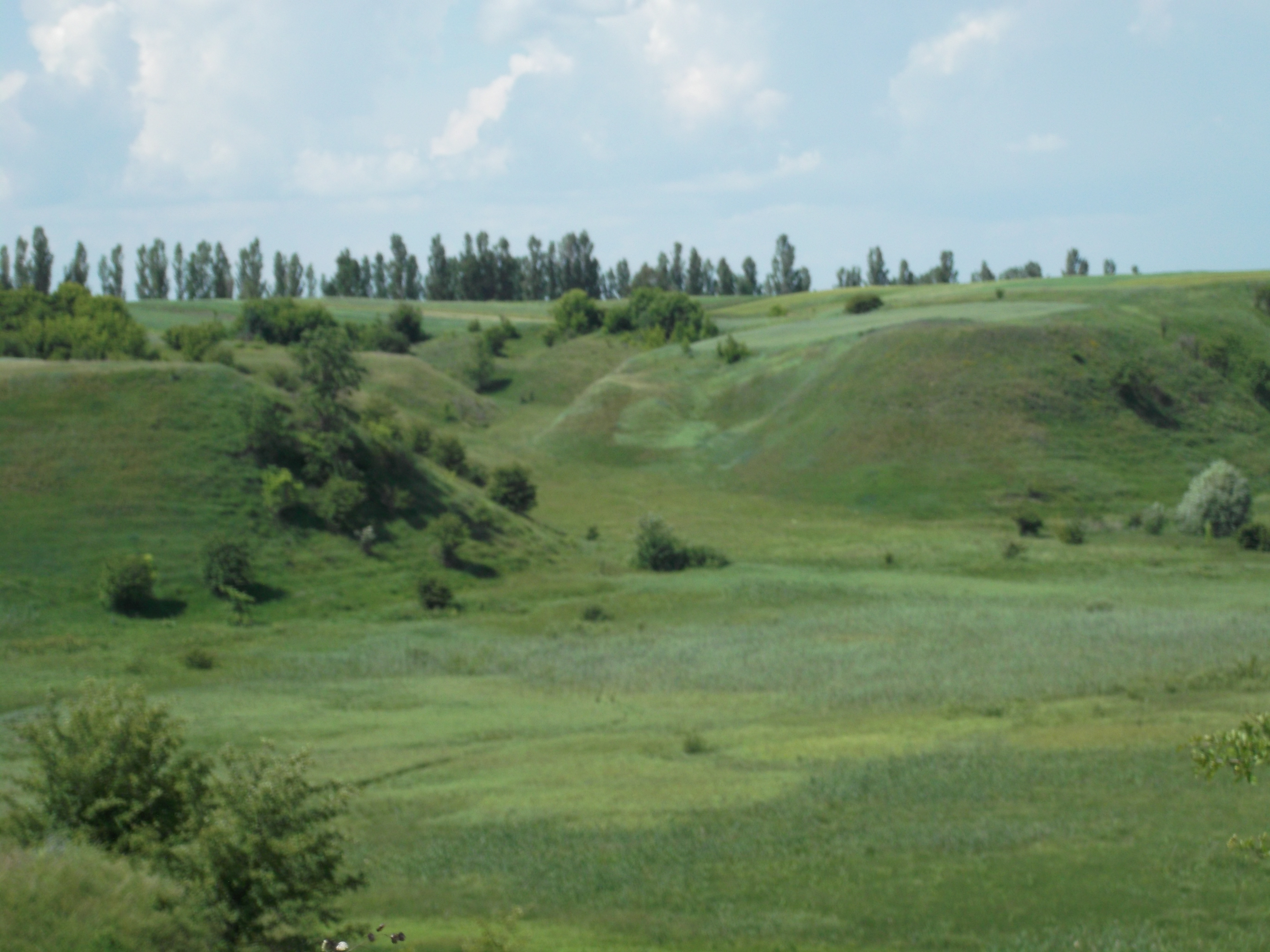
Підгори. Брикальова долина

На схід від Карпилівки поблизу автошляху Рівне — Луцьк (9 км від обласного центру) розкинулося при р. Живець і численних ставах старовинне село Понебель. З півдня і сходу оточують стави, з півночі — урочище Підгори. Це заглибина з численними долинами, як-от Вузька, Перша, Чамкова, Брикальова. Виникла в епоху льодовикового періоду, її вимив величезний льодовик, який відходив на північ. З південно-східного боку село огинає струмочок Живець (притока річки Усті), який означає «криничне місце де просочується вода». Зараз украй занедбаний.

## Що означає назва села, його старожитності
Назва села — унікальна. У ній, на думку лінгвістів, приховане старовинне ім'я, де «поне» — префікс — «тому що», «з тих пір», а «бел, был» — частина від дієслова «быти» — «бути із значенням проростати, множитися». В комплексі назва села по-сучасному звучить так: «Нехай з тих пір творить рід!». На етимологію села Понебель до певної міри проливають світло й народні перекази та легенди, проте жодне із цих джерел не має, на думку вчених, наукового підґрунтя.
Збереглися назви й інших мікрооб'єктів села: Коло Поня, Пильова гора, Подоли, Ставище, Башенцеві гори, Чамкова долина, Водопій, Волоки, Фільварок (колишній панський маєток) та інші.

## Символіка
Символи затверджені 20 грудня 2024 року рішенням Городоцької сільської ради. Автори – А. Гречило, С. Поліщук та Ю. Терлецький.

### Герб
У синьому полі золотий розширений хрест, над і під ним – по срібній квітці латаття, обабіч – по золотому боковику.
Хрест вказує на місцеву церкву Св. Великомучениці Параскеви-П’ятниці та підкреслює розташування села у Волинському регіоні. Квіти латаття і синє поле символізують численні ставки та річку Живець. Золоті поля означають розвинене сільське господарство, є символом щедрості та добробуту. Щит увінчано золотою сільською короною з колосків, що вказує на статус села.

### Прапор
Квадратне полотнище, яке складається з трьох вертикальних смуг – жовтої синьої та жовтої (співвідношення їхніх ширин рівне 1:2:1), на синій смузі жовтий розширений хрест, над і під ним – по білій квітці латаття.

## Історія села

### Археологічні дані розкопок на території Понебеля. Перші письмові згадки про село
Сліди заселення — давні. У 19 столітті тут виявлено 13 курганів-могильників, знаряддя праці епохи Руської держави. Дослідження велися під орудою професора Миколи Біляшівського на кошти барона й мецената Федора Штайнгеля, згодом міністра уряду УНР.
Як топонім Понебель засвідчений актом 1561 року вперше. Тоді це була маєтність Федора Чаплича-Шпанівського. 1570-го «Понебыль» одержує право ловити в повінь ставкову рибу й косити болотяні трави. Є згадки про село у 1595 році в описі володінь Пересопницького монастиря, «… чтобы доходы с этого имения были употребляемы на его содержание» — наголошується в документі. Тоді ж, як гідротехнічні спруди, згадуються сільські стави.

### XVII століття в історії села

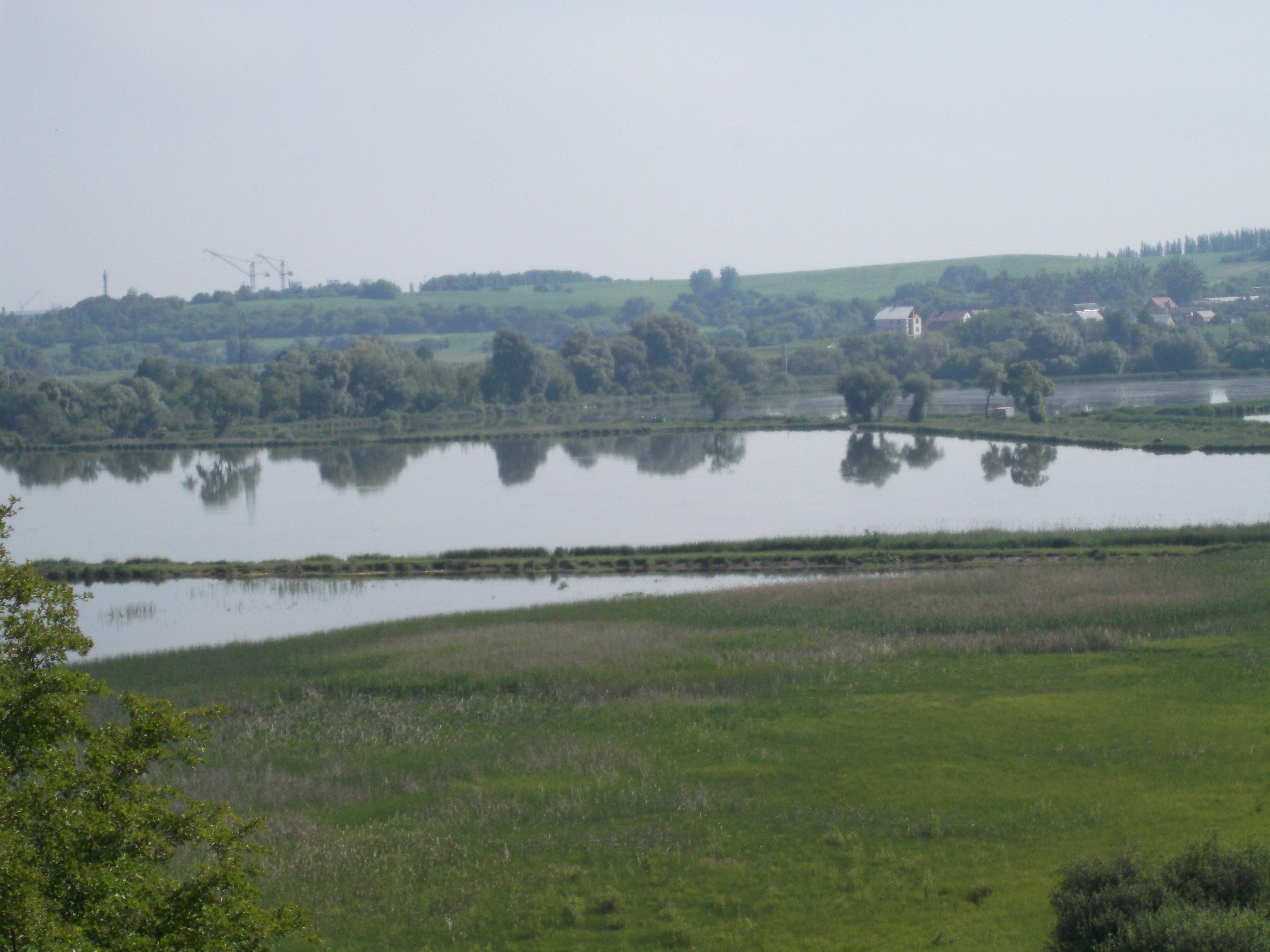
Ставки Понебеля

Напередодні Берестецької битви в понебельських лісах (зараз немає) діяв озброєний загін селян, було віче в урочищі Підгори.
За поземельним актом 1889 року у селі — 95 дворів, 747 парафіян, серед них, що цікаво, 250 німців-колоністів римокатоликів. «Школа грамотності» діяла в Понебелі з 1886 року.
У 1767 році «… на средства помещицы княгини Александры Стецкой-Радзивил при пособии отъ прихожан» було в селі споруджено церкву в ім'я Святої Великомучениці Параскеви-П'ятниці, яка діє й досі.
З 1772 року тут зберігалися метричні книги й інші першоджерела. Зараз архів потребує впорядкування і вивчення.

## Війни ХХ століття в історії Понебеля
Війни XX століття лишили слід в історії села. Жителі Понебеля брали участь в І Світовій, громадянській, ІІ Світовій війнах.
У роки Визвольних змагань на полі, де колись стояв курган (зараз там новобудови), відбулася битва між поляками і червоними. Вона була дуже кривавою, адже обидві сторони билися на шаблях.
В роки ІІ Світової війни жителі Понебеля воювали і у Радянській Армії, і в лавах УПА. В лютому 1944 ряд жителів призвали в армію, та деякі з них загинули, не доїхавши до фронту — при нальоті німецької авіації на казарми в Рівному.
Дослідниками національно-визвольної боротьби українського народу в селі Понебель виявлено 25 її безпосередніх учасників. Одні загинули, інші були репресовані.
У 1994 році у селі Понебель було понад 120 садиб. За роки незалежності України воно розширило свої географічні межі, має електричну, газову та телефонну мережі, дороги із твердим покриттям та сучасний універсальний магазин.

## Населення

### Мова
Розподіл населення за рідною мовою за даними перепису 2001 року:
| Мова       | Кількість | Відсоток |
| ---------- | --------- | -------- |
| українська | 359       | 99.17%   |
| російська  | 3         | 0.83%    |
| Усього     | 362       | 100%     |

## Релігія і культурне життя
Окремо про топонім Козацька могила, яка до 1963 року знаходилася праворуч урочища Підгори. За радянської тоталітарної доби поховання знесли місцеві яничари. Рештки праху козаків-звитяжців і місцевих селян, які в 1651 році загинули в бою, рятуючи село від татарської орди, патріоти перепоховали на старому громадському кладовищі. У серпні 2008 року з ініціативи релігійної громади УПЦ КП села, активістів УНР області на чолі з її провідником народним депутатом України Василем Червонієм відбувся акт освячення козацько-селянського поховання й відправлена панахида пам'яті борців за волю України (о. Василь Вдовиченко).

## Відомі люди
У селі Понебель народився Михайло Андрійович Тучемський (5.5.1872-23.4.1945) — церковний діяч, краєзнавець, священник, викладач, автор кількох книг.

### Перебували
- Микола Біляшівський — учений.
- Сергій Качинський — діяч ОУН, організатор перших відділів УПА.
- Микола Теодорович — викладач Волинської духовної семінарії.
- Даниїл (Чокалюк) — єпископ Рівненський і Острозький УПЦКП, керуючий Рівненською єпархією, був у Понебелі на храмовому святі 2002 році.
- Федір Штайнгель — державотворець УНР й меценат.

### Проживали, працювали
У понебельців і їхньому духовному житті глибокий слід залишили священики О. Прохорчук, А. Гучинський, І. Туркевич, І. Сорожкевич, батько й син Оплаканці, В. Вдовиченко, Т. Гордійчук, церковні діячі Михайло та Степан Скиданчуки, дяк Вишневський, учителі У. Захаржевський, М. Грицюта (Антонюк), М. Ляхович та інші.